# ローズの秘密の頁
『ローズの秘密の頁』（ローズのひみつのページ、The Secret Scripture）は、2016年のアイルランドのドラマ映画。監督はジム・シェリダン、主演はヴァネッサ・レッドグレイヴとルーニー・マーラが務めた。本作はセバスチャン・バリーが2008年に発表した小説『The Secret Scripture』を原作としている。
2016年9月に開催された第41回トロント国際映画祭で初上映された。
なお、本作の日本語字幕は稲田嵯裕里が担当した。

## ストーリー
ロザンヌ・マクナルティ（ローズ）はロスコモンにある精神病院に40年以上入院していた。1942年にローズは赤ん坊を殺した容疑で告発されたが、彼女はそれをずっと否定し続けていた。精神病院が取り壊されることになったため、ローズの再鑑定を依頼されたグリーン医師は彼女を転院させるべきか否か決断できないでいた。自分の無実を証明することを諦められずにいたローズは、入院以来聖書の余白に日記を書き続けていたことをグリーンが知ることになった。
1930年代、ローズは叔母の元で暮らすべくアイルランドにやって来た。ローズの母親は夫を亡くして以来、鬱病に苦しんでいた。ローズは幸福な暮らしを送っていたが、上空を飛んでいく飛行機は戦争が間近いことを示唆していた。しばらくして、ローズは戦闘機パイロットのマイケルと恋に落ちた。マイケルは「戦争が終わるまで、この地で俺の帰りを待っていて欲しい」とローズに言った。地元の人々は「マクナルティ一家はイギリス寄りの人間だから気をつけろ。」と警告してきたが、ローズは意に介さなかった。
マイケルのことが気にかかるローズではあったが、その寂しさ故に、地元の教会で神父を務めるゴーントに惹かれていった。ゴーントとローズの叔母は「この町は小さな町だから、2人でいるところを見られたら何があるか分からない」とローズに言った。ローズが浜辺を歩いていると、戦闘機が上空を飛んでいった。パイロットはマイケルだった。
ローズは美しい女性であったため、地元の男性たちの注目の的だった。特に、ジャック・コンロイは彼女に熱を上げていた。コンロイと楽しそうに踊るローズの姿を見て嫉妬心を燃やしたゴーントは、コンロイに喧嘩を売った。その一件を耳にしたローズの叔母は、彼女を森の中にあるコテージに住まわせるようになった。そんなある日、森の中に飛行機が墜落していた。その飛行機を操縦していたのはマイケルであった。ローズはマイケルを救出しコテージに匿った。看病を通して、ローズとマイケルは親密になっていった。その後、マイケルはローズにプロポーズをして2人は夫婦になった。しかし、幸せは長く続かなかった。マイケルの行方を捜していたアイルランド共和軍にコテージで待ち伏せされ、彼らからマイケルが逃げたが行方はわからなかった。ローズを訪ねたゴーントがマイケルと住んでいると知り嫉妬してまとめた文書によりローズが精神病院に強制入院させられてしまった。
失意に沈むローズであったが、さらに彼女を追い詰める出来事が起きた。

## キャスト
※括弧内は日本語吹替
- ロザンヌ・マクナルティ（ローズ） - ヴァネッサ・レッドグレイヴ（沢田敏子）
- 若い頃のロザンヌ・マクナルティ - ルーニー・マーラ（小林沙苗）
- スティーヴン・グリーン医師 - エリック・バナ（佐々木啓夫）
- ゴーント神父 - テオ・ジェームズ（横田大輔）
- ジャック・コンロイ - エイダン・ターナー
- マイケル・マクナルティ - ジャック・レイナー（辻井健吾）
- ハート医師 - エイドリアン・ダンバー
- 看護師 - スーザン・リンチ（英語版）
- マッケイブ - トム・ヴォーン＝ローラー（英語版）

## 製作
2014年1月、ジェシカ・チャステインとヴァネッサ・レッドグレイヴがサディウス・オサリヴァン監督の新作に起用されたとの報道があった。3月にはジェレミー・アイアンズとジョナサン・リース＝マイヤーズの出演が決まったと報じられたが、最終的に2人が本作に出演することはなかった。7月、降板したオサリヴァンとチャステインの代役として、ジム・シェリダンとルーニー・マーラがそれぞれ起用されることになったと報じられた。8月、テオ・ジェームズ、エリック・バナ、ジャック・レイナーの3人に出演オファーが出ているとの報道があった。
当初の予定では本作の撮影は2014年5月に始まることになっていたが、製作に遅れが生じ、実際に主要撮影が始まったのは2015年1月13日であった。撮影は同年3月6日に終了した。

## 公開
2014年2月、ヴォルテージ・ピクチャーズが本作の配給権をベルリン国際映画祭で売り出した。11月、レラティヴィティ・メディアが本作の全米配給権を獲得したと発表した。2016年1月、ルーニー・マーラとジャック・レイナーの劇中の写真が公開された。5月、レラティヴィティ・メディアが本作の配給から手を引いたとの報道があった。9月10日、第41回トロント国際映画祭で本作はプレミアを迎えた。

## 評価
本作は批評家から酷評されている。映画批評集積サイトのRotten Tomatoesには35件のレビューがあり、批評家支持率は31%、平均点は10点満点で4.3点となっている。サイト側による批評家の見解の要約は「『ローズの秘密の頁』の原作小説は高い評価を受けており、俳優たちは厳選されている。彼/彼女らの立派な努力にも拘わらず、この作品は「ページに記されたままであった方が良かった」と思わせる出来になっている。」となっている。また、Metacriticには10件のレビューがあり、加重平均値は37/100となっている。